# سیارک ۲۴۰۷۴
سیارک ۲۴۰۷۴ (به انگلیسی: 24074 Thomasjohnson، نامگذاری:1999TE198) بیست و چهار هزار و هفتاد و چهارمین سیارک کشف شده‌است که در ۱۲ اکتبر ۱۹۹۹ کشف شد.
قدر مطلق سیارک برابر ۱۷.۸ است.